# Monsit Khamsoi
Monsit Khamsoi (thaï : มนต์สิทธิ์ คำสร้อย), est un chanteur pop thaïlandais,,, originaire de la province de Mukdahan, dans le nord-est du pays.
Son premier disque Khai Kwai Chuai Mae a connu un très large succès et a été vendu à près d'un million d'exemplaires.
Sa chanson Sang Nang (dis-le à ma copine), qui parle de l'exil à la ville d'un garçon de la campagne, fait de Monsit une star en Thaïlande en 1996.
Il vit à Bangkok.

## Discographie
- 1995 - Khai Kwai Chuai Mae (ขายควายช่วยแม่)
- 1996 - Sang Nang (สั่งนาง)
- 1997 - Kid Tueng Jang Loey (คิดถึงจังเลย)
- 1998 - Ko Sam Phi (โกสัมพี)
- 1999 - Kam Lang Jai (กำลังใจ)
- 2001 - Dok Mai Hai Khoon (ดอกไม้ให้คุณ)
- 2002 - Pha Poo Tieang (ผ้าปูเตียง)
- 2007 - Rong Siea Hai Phoe (ร้องเสียให้พอ)